# Contea di Ripley (Indiana)
La contea di Ripley (in inglese Ripley County) è una contea dello Stato dell'Indiana, negli Stati Uniti. La popolazione al censimento del 2000 era di 26 523 abitanti. Il capoluogo di contea è Versailles.